# Untergriesbach
Untergriesbach település Németországban, azon belül Bajorországban. Lakosainak száma 6056 fő (2023. december 31.). Untergriesbach Obernzell, Thyrnau, Hauzenberg, Wegscheid, Neustift im Mühlkreis, Engelhartszell és Vichtenstein községekkel határos.

## Népesség
A település népessége az elmúlt években az alábbi módon változott:
| Lakosok száma | 866  | 1654 | 5581 | 5814 | 6100 | 6039 | 6004 | 5973 | 6099 | 6056 |
|               | 1875 | 1950 | 1970 | 1987 | 2011 | 2013 | 2015 | 2017 | 2021 | 2023 |